# XIV. Armeekorps
XIV. Armeekorps bildades 1 april 1938 i Magdeburg. Från den 21 juni 1942 benämndes den XIV. Panzerkorps.

## Invasionen av Polen

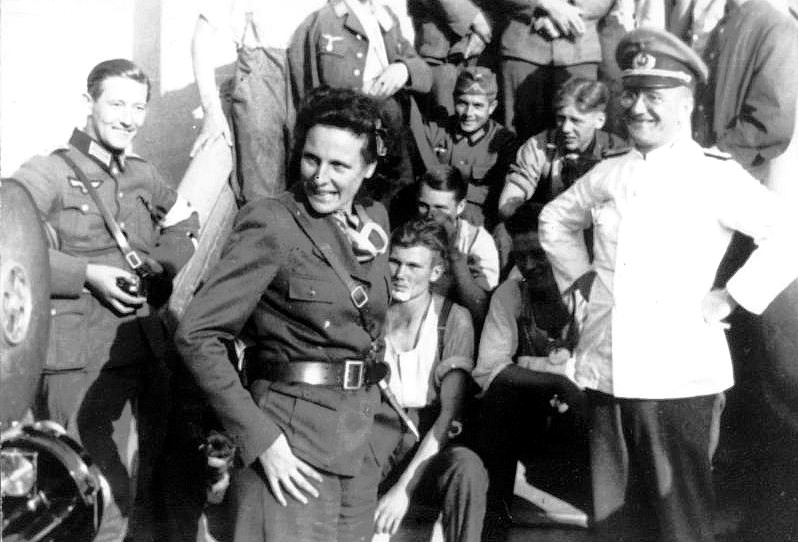
Leni Riefenstahl besöker trupper ur XIV. Armeekorps i Polen 1939

Den deltog som en del av 10. Armee i invasionen av Polen.

## Fall Gelb
I maj 1940 deltog kåren i den tyska invasionen av Nederländerna, Luxemburg, Belgien och Frankrike. Kåren var en del av 12. Armee som utgjorde centern av armégrupp A's huvudstöt genom Ardennerna.

## Balkan
Som en del av Panzergruppe 1 deltog kåren i april 1941 i fälttåget på Balkan.

## Östfronten
Återigen som en del av Panzergruppe 1 deltog kåren i invasionen av Sovjetunionen på Armégrupp Süd's del av fronten.

## Befälhavare
- General der Infanterie Gustav von Wietersheim (1 sep 1939 - 21 juni 1942)